# Landtagswahl in Tirol 1929
- SDAPDÖ: 9
- TVP: 26
- BST: 3
- GDVP: 2

Die Landtagswahl in Tirol 1929 fand am 28. April 1929 statt und führte neuerlich zu einem klaren Sieg der Tiroler Volkspartei (TVP). Die Volkspartei konnte leichte Stimmenanteile gewinnen und konnte ihren Mandatsstand von 25 auf 26 Mandate erhöhen. Auch die Sozialdemokratische Arbeiterpartei Deutschösterreichs erzielte leichte Stimmengewinne und konnte ihren Mandatsstand von 8 auf 9 Mandate steigern. Auf Grund der wirtschaftlichen Probleme kam es zu einer starken Zersplitterung der Parteienlandschaft, die vor allem der Großdeutschen Volkspartei (GDVP) schadete. Die GDVP verlor rund die Hälfte ihres Stimmenanteils und zwei ihrer bisher 4 Mandate. Am stärksten profitierte davon der Bürgerliche Ständebund Tirols, für den auch bisher führende Persönlichkeiten der Großdeutschen Volkspartei kandidierten und der auf Anhieb 3 Mandate gewann. Auch auf der Liste der Österreichischen Angestelltenpartei kandidierten Politiker der GDVP, die Angestelltenpartei verfehlte aber mit rund 2 % der Stimmen den Einzug in den Landtag klar. Auch alle anderen Listen scheiterten am Einzug in den Landtag.

## Gesamtergebnis
|                                                                | Ergebnisse 1929  | Ergebnisse 1929  | Ergebnisse 1929  | Ergebnisse 1925  | Ergebnisse 1925  | Ergebnisse 1925  | Differenzen | Differenzen | Differenzen |  |
| -------------------------------------------------------------- | ---------------- | ---------------- | ---------------- | ---------------- | ---------------- | ---------------- | ----------- | ----------- | ----------- |  |
| Partei                                                         | Stimmen          | %                | Mand.            | Stimmen          | %                | Mand.            | Stimmen     | %           | Mand.       |  |
| Tiroler Volkspartei (TVP)                                      | 103.930          | 60,05 %          | 26               | 94.291           | 59,81 %          | 25               | + 9.639     | + 0,24 %    | + 1         |  |
| Sozialdemokratische Arbeiterpartei Deutschösterreichs (SDAPDÖ) | 39.114           | 22,60 %          | 9                | 31.583           | 20,03 %          | 8                | + 7.531     | + 2,57 %    | + 1         |  |
| Großdeutsche Volkspartei (GDVP)                                | 9.344            | 5,40 %           | 2                | 16.719           | 10,60 %          | 4                | - 7.375     | - 5,20 %    | - 2         |  |
| Bürgerlicher Ständebund Tirols (BST)                           | 12.618           | 7,29 %           | 3                | nicht kandidiert | nicht kandidiert | nicht kandidiert | + 12.618    | + 7,29 %    | + 3         |  |
| Österreichische Angestelltenpartei                             | 3.480            | 2,01 %           | 0                | nicht kandidiert | nicht kandidiert | nicht kandidiert | + 3.480     | + 2,01 %    | ± 0         |  |
| Landbund für Österreich                                        | 1.998            | 1,15 %           | 0                | nicht kandidiert | nicht kandidiert | nicht kandidiert | + 1.998     | + 1,15 %    | ± 0         |  |
| Unpolitischer Wirtschaftsbund                                  | 1.389            | 0,80 %           | 0                | nicht kandidiert | nicht kandidiert | nicht kandidiert | + 1.389     | + 0,80 %    | ± 0         |  |
| Nationalsozialistische Partei (DNSAP)                          | 522              | 0,30 %           | 0                | 3.260            | 2,07 %           | 0                | - 2.738     | - 1,77 %    | ± 0         |  |
| Nationalsozialistische Deutsche Arbeiterpartei (NSDAP)         | 480              | 0,28 %           | 0                | nicht kandidiert | nicht kandidiert | nicht kandidiert | + 480       | + 0,28 %    | ± 0         |  |
| Kommunistische Partei Österreichs (KPÖ)                        | 197              | 0,11 %           | 0                | nicht kandidiert | nicht kandidiert | nicht kandidiert | + 197       | + 0,11 %    | ± 0         |  |
| Sonstige Parteien                                              | nicht kandidiert | nicht kandidiert | nicht kandidiert | 11.804           | 7,49 %           | 3                | - 11.804    | - 7,49 %    | - 3         |  |
| Gesamt                                                         | 173.072          | 100,00 %         | 40               | 157.657          | 100,00 %         | 40               | + 15.415    |             |             |  |